# Северин Поллак
Северин Поллак (10 січня 1907, Варшава — 23 грудня 1987, Сопот) — польський філолог, поет, есеїст та перекладач, володар премії польського ПЕН-клубу (1966) за переклад російської поезії польською мовою.
Під час німецької окупації брав участь у підпільному культурному житті Варшави. Друкувався під псевдонімом «Анджей Полеський». Він воював у Варшавському повстанні в Мокотові (ці події були предметом вірша Мокотова, опублікованого в повстанській пресі 24 вересня 1944). Як перекладач спеціалізувався на російській літературі (Пушкін, Маяковський, Горький, Бабель, М. Салтиков-Щедрін).
У 1974 у зв'язку з ювілеєм т. зв. Народної Республіки Польща був нагороджений лицарським хрестом ордена Polonia Restituta.
У січні 1976 року він підписав лист протесту до Надзвичайного комітету Сейму проти змін до Конституції Польської Народної Республіки. У 1978 році він був одним із засновників Товариства наукових курсів і входив до його програмної ради.

## Поезія
- Година життя (1946),
- Око Мережі (1960),
- Проникнення (1965),
- Спроба звільнення (2008)

## Літературна критика
- Експедиції за три моря (1962),
- Срібний вік і далі (1971)
- Турботи поетів (1972)

В 1964 у журналі «Współczesność» («Сучасність», № 7) надрукував статтю «Шевченко і поляки».